# Сукіякі
Сукіякі (яп. すき焼き) — страва японської кухні з розряду страв набемоно, головним компонентом якої традиційно є тонко нарізані скибочки яловичого м'яса (або тофу, в вегетаріанській версії). Особливістю цієї страви є те, що вживається вона в процесі варіння.

## Склад
Основним компонентом є тонко нарізана яловичина, хоча в деяких районах Японії (наприклад, Хоккайдо і Ніїґата) також іноді використовується свинина.
Інші компоненти:
- Тофу
- Батун
- Листя хризантеми або пекінська капуста
- Гриби шіїтаке
- Прозора бобова локшина харусаме
- Удон
- Сире яйце (використовується як соус або його інгредієнт)

## Види
В Канто з часів реставрації Мейдзі сукіякі нічим не відрізняються від звичайних страв в набе. Бульйон складається з дасі з різними комбінаціями соєвого соусу, цукру, мирину та ніхонсю. Яловичина кладеться в суп разом з овочами.
В Кінкі яловичину смажать. Злегка підсмажене м'ясо посипають цукром або збризкують сиропом, а потім заливають соєвим соусом. Після цього закладають овочі і все варять разом. Основним принципом є не смажити м'ясо і багаті соком овочі одночасно.
На Хоккайдо та в Ніїґата воліють використовувати свинину.
У префектурах Сіґа і Айті можна зустріти сукіякі з курятиною. У місцевості Оварі префектури Айті сукіякі з куркою відоме як хікідзурі, а під  сукіякі  мається на увазі звичайне сукіякі з яловичиною.

## Процес приготування
У центр столу ставиться великий котел набе, наповнений водою і нагрівається невеликим газовим пальником. У воду можуть бути додані комбу і/або дасі. Коли вода закипить, учасники трапези кладуть в казан компоненти які їм до вподоби. Через те, що м'ясо нарізане дуже тонко, воно доходить до готовності досить швидко. Коли компоненти достатньо зварилися, гості беруть шматочки, вмочують в соус і їдять. Соус може бути різним або навіть самостійно змішаний «до смаку» з декількох готових соусів і спецій. Потім процедура приготування повторюється, зазвичай відбувається кілька «закладок», поки всі гості не відчують насичення. Останнім інгредієнтом нерідко буває локшина, яку з'їдають разом із залишками супу.

## Інші значення
Безвідносно свого значення слово сукіякі поширилося в американській поп-культурі в 60-х рр. XX ст. як позначення «модної японської» речі, зокрема — пісні.